# Медаль Нюмы Мансона
Медаль Нюмы Мансона (англ. Numa Manson Medal) — Международная научная награда. Вручается Международной научной организацией IDERS (англ. Institute on the Dynamics of Explosion and Reactive Systems) за выдающиеся научные результаты в исследовании динамики взрыва и реагирующих систем на регулярно проводимых научных конференциях
Учреждена в 1975 году известным учёным Нюмой Мансоном. На аверсе медали изображён портрет Н. Мансона. Является именной, на реверсе указывается имя лауреата.
Вручается один раз в два года. В 2001, 2005, 2009, 2019 и 2022 году не вручалась.